# Samarytanie

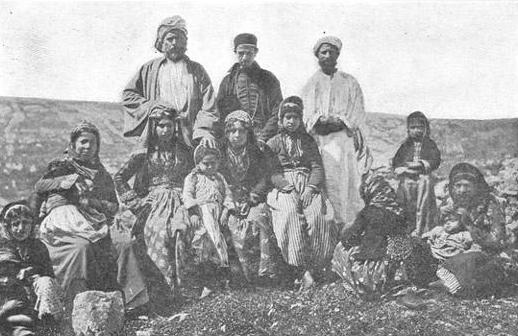
Grupa Samarytan

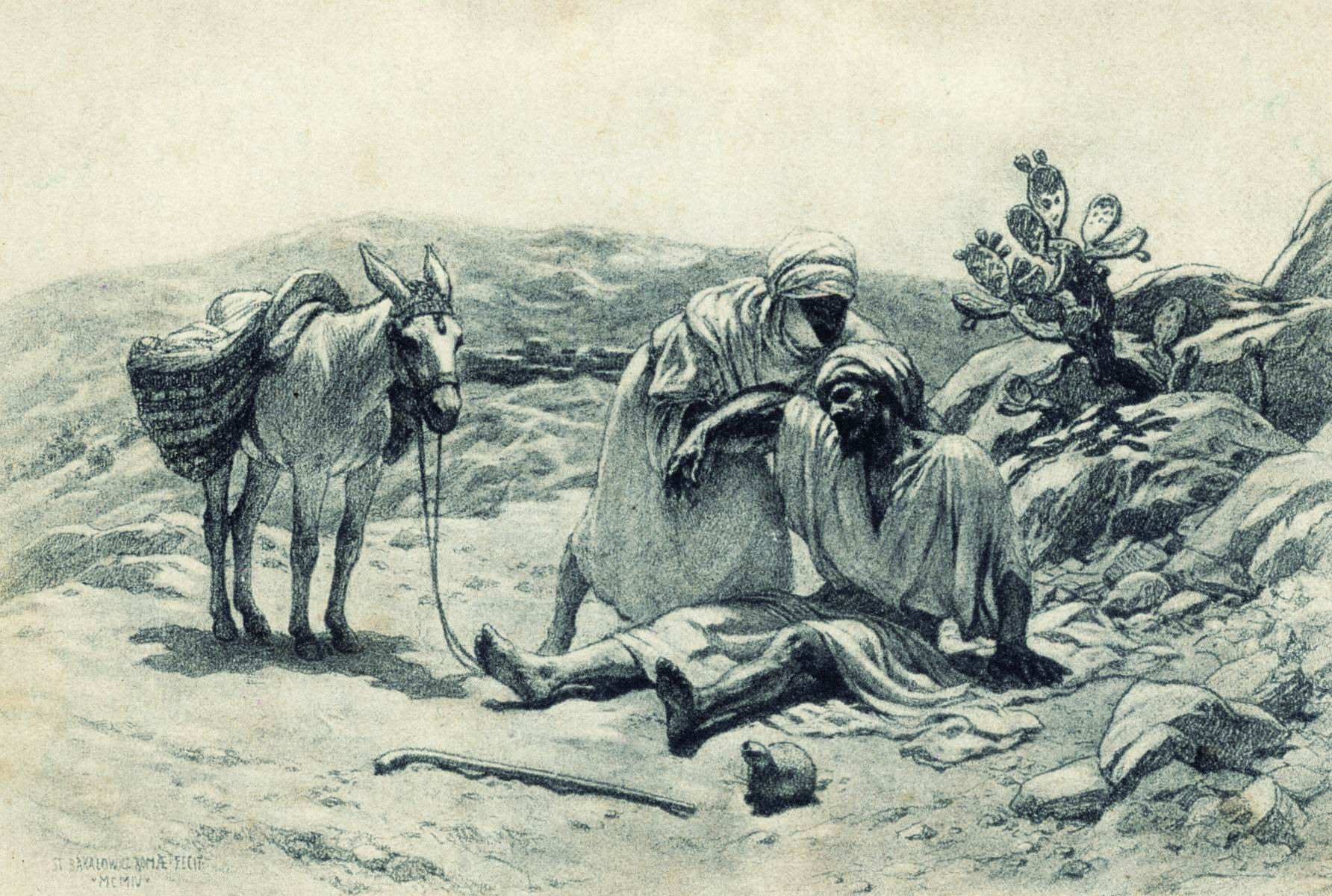
Miłosierny Samarytanin (mal. Stefan Bakałowicz, 1904)

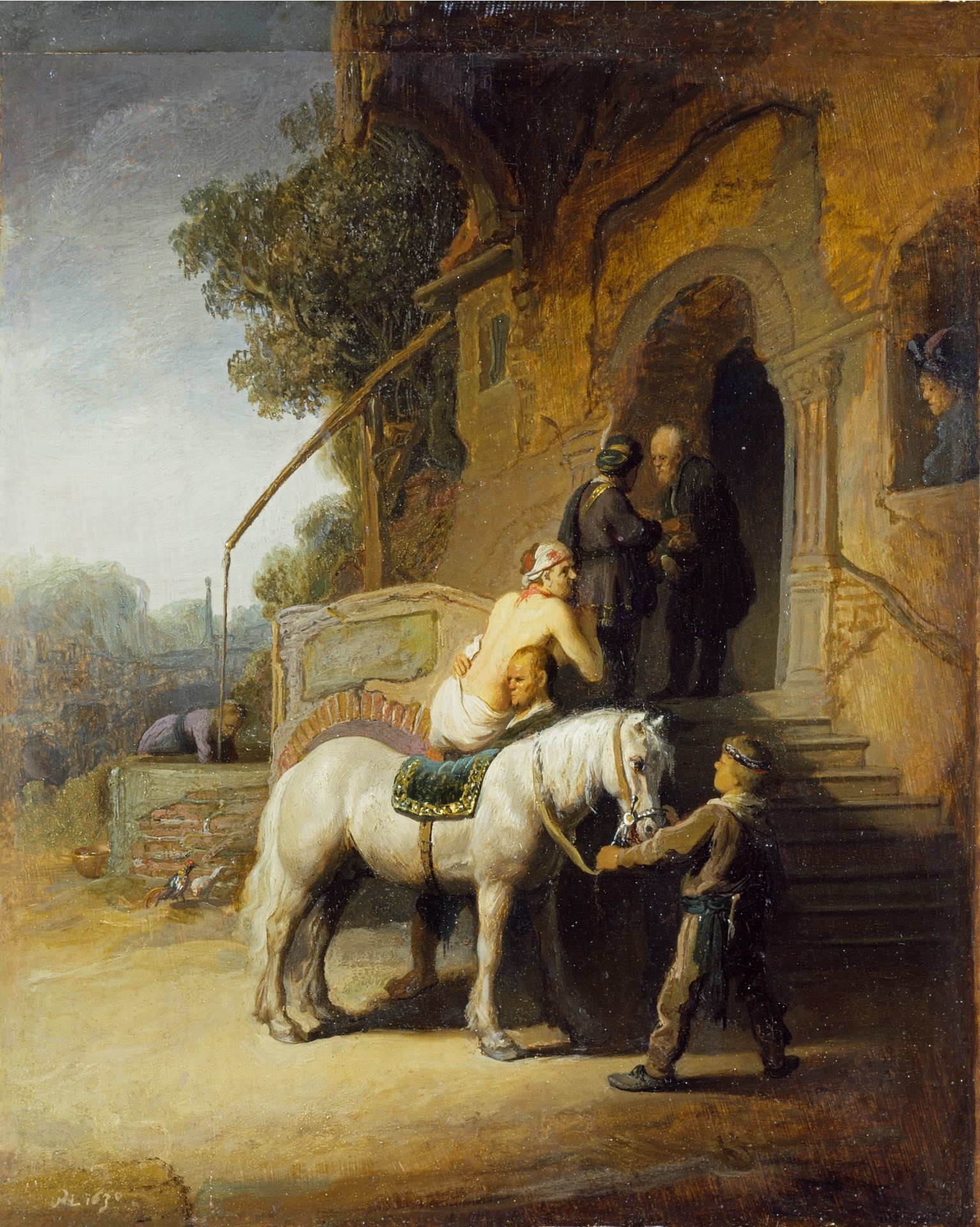
Dobry Samarytanin (mal. Rembrandt, ok. 1633)

Samarytanie, Szomronim, Szamerim (hebr. ‏שומרונים‎, arab. ‏سامريون‎), sami często określają się Bene Israel, Żydzi nadali im miano Kutim – grupa etniczno-religijna, genetycznie i językowo semicka, zaś wyznaniowo abrahamiczna, żyjąca od starożytności w Palestynie.
Samarytanizm to wyznanie potomne do judaizmu, konkretniej jego fazy świątynno-biblijnej – oddzieliło się w czasach istnienia Świątyni Jerozolimskiej i spisywania Biblii hebrajskiej, najpóźniej w IV wieku p.n.e., kiedy powstała jego świątynia na górze Garizim. Spośród ksiąg Starego Testamentu samarytanie uznają tylko Pięcioksiąg Mojżeszowy, konkretniej jego własną wersję. Niektórzy religioznawcy zaliczają te dwie religie i karaizm do hipotetycznego mozaizmu.
Samarytanie to potomkowie mieszkańców starożytnej Samarii oraz imigrantów z Mezopotamii. Znaleźli się w granicach Autonomii Palestyńskiej i właściwego Izraela; w latach 20. XXI wieku liczą przeszło 800 osób. Wychodzą z kryzysu demograficznego, którego pozostałością jest znacznie większa częstość rzadkich chorób genetycznych w ich populacji. Są skupieni wokół swych wierzeń i osoby Wielkiego Kapłana (hebr. kohen ha-gadol).
Ludność ta jest opisana w Biblii, zarówno Starym Testamencie, jak i Nowym. Ten drugi zawiera przypowieść o miłosiernym Samarytaninie, na której oparto inne dzieła, m.in. XVII-wieczny obraz autorstwa Carlotta. Stąd też pochodzi przenośne znaczenie samarytanina i samarytanki jako altruistów, zwłaszcza litujących się nad chorymi.

## Historia Samarytan

### Wersja naukowa I

#### Starożytność

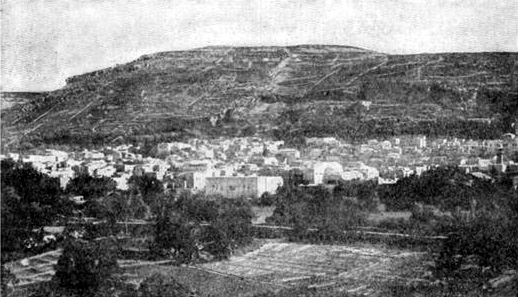
Góra Gerazim

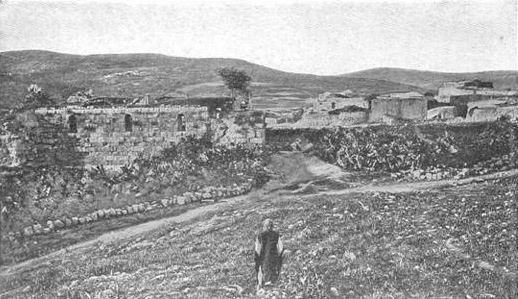
Samarytanin, w tle ruiny Samarii

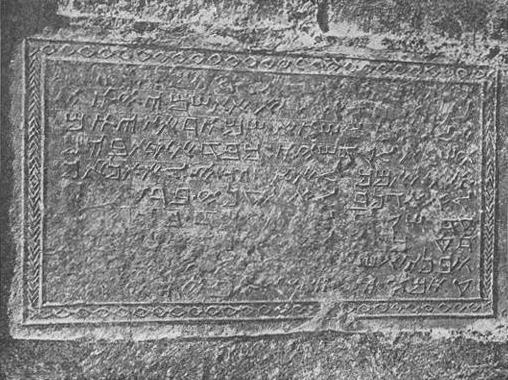
Starożytna inskrypcja w języku samarytańskim hebrajskim

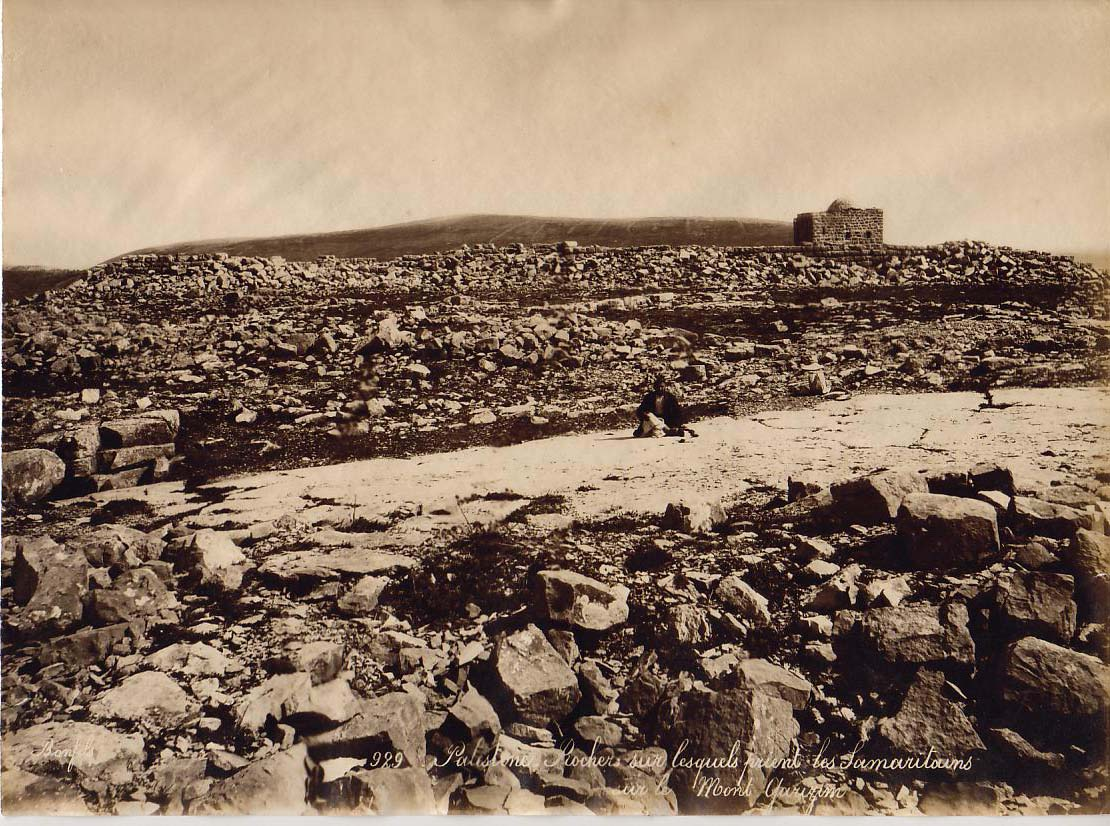
Gruzowisko na Gerazim; w tle sanktuarium

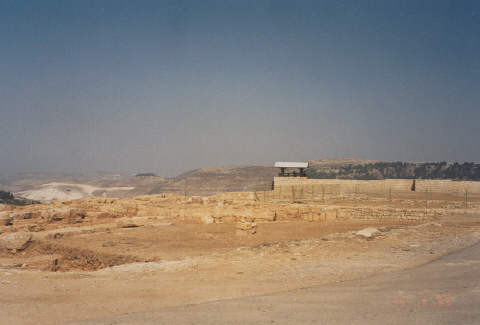
Gerazim – stanowisko archeologiczne

Nazwa ich pochodzi od miasta Samaria. Było ono drugą (lub trzecią) stolicą północnego królestwa Izrael po podziale pierwotnego państwa żydowskiego (około 928 p.n.e.). Nazwę Samaria przejęło później również całe państwo. Tożsamość narodowa Samarytan zaczęła się kształtować w wyniku najazdu (w 732 p.n.e.) i ostatecznego unicestwienia w 722 p.n.e. królestwa Izrael/Samarii przez króla Asyrii Sargona II. Znaczna część mieszkających w nim Żydów została wysiedlona w głąb Asyrii, na ich miejsce sprowadzono zaś innych mieszkańców imperium, co przeprowadzono w czterech kolejnych przesiedleniach w latach: 721 p.n.e., 715 p.n.e., 680 p.n.e. i w połowie VII w. p.n.e. W czasie pierwszego przesiedlenia sprowadzono do Samarii ludność z pięciu północnomezopotamskich prowincji, w tym również z prowincji Kuteh (Kutim). Z tego powodu Żydzi w przeszłości używali wobec Samarytan określenia Kutim, co miało sugerować, że nie są Żydami, lecz Kutejczykami (nazywali ich również Sydończykami, Szachemitami i Amha’aretami, czyli cudzoziemcami). Ze względu na większą otwartość tutejszej ludności niż mieszkańców królestwa południowego – Judy, dochodziło do licznych małżeństw mieszanych i pewnego synkretyzmu religijnego. Samarytanie nie chcieli również burzyć lokalnych świątyń Jahwe i przenosić całego kultu do Jerozolimy, co było jedną z głównych reform religijnych z IX-VII w. p.n.e.
Po pokonaniu i zniszczeniu Judy przez króla Babilonii Nabuchodonozora II w 586 p.n.e. – na jeszcze surowsze wygnanie skazano również ludność tego państwa (pierwsze mniejsze wysiedlenie miało miejsce już w 597 p.n.e.). Po powrocie judzkich Żydów jesienią 538 p.n.e. z niewoli babilońskiej większość z nich nie chciała uznać Samarytan za współwyznawców. Część z powracających była skłonna do tego pod warunkiem, że Samarytanie porzucą nieżydowskie małżonki, zrezygnują z własnych zwyczajów i zwrócą dawne żydowskie majątki nadane im przez Babilończyków. Samarytanie odmówili, lecz – choć ich główny ośrodek religijny znajdował się na górze Gerazim – zamierzali wesprzeć odbudowę Świątyni Salomona. Tę propozycję Żydzi odrzucili, uznając Samarytan za nieczystych rytualnie. Do dzisiaj z punktu widzenia ortodoksyjnego judaizmu nie jest jasne, czy Samarytanie są Żydami, którzy wyłączyli się ze wspólnoty, czy też nie-Żydami.
W IV w. p.n.e. Samarytanie sami ogłosili się odrębną wspólnotą religijną, a Żydów uznali za apostatów. Najprawdopodobniej w latach 350-330 p.n.e. wybudowali własną świątynię na górze Gerazim. Używali też własnego, innego niż żydowski kalendarza. Wrogość między obiema grupami stale się nasilała, co zwykle niekorzystniej odbijało się na Samarytanach, gdyż Żydzi mieli większe wpływy na dworze władców Persji, do której wówczas należała Palestyna. Wielokrotnie w tych czasach (lecz zwykle na krótko) Samarytanie tworzyli autonomiczne państwo ze stolicą w Sychem (obecnie Nablus).
Po powstaniu Machabeuszy w połowie II w. p.n.e., w którym Samarytanie popierali Seleucydów, Żydzi zaczęli ich prześladować i w 129 p.n.e. zniszczyli ich świątynię na wzgórzu Gerazim. W okresie rzymskim obie strony konfliktu oskarżały się wzajemnie wobec cesarzy o nielojalność i dążenia niepodległościowe. Kilkakrotnie wybuchały małe powstania samarytańskie, ale gdy w 66 r. n.e. Żydzi powstali przeciwko Rzymianom, Samarytanie nie przyłączyli się do rebelii. Po powstaniu żydowskim Szymona Bar-Kochby Rzymianie sami odbudowali świątynię na Gerazim (Hadrian wybudował tu wcześniej świątynię Zeusa) i umożliwili Samarytanom sprawowanie tam Paschy. Od tego momentu aż do końca ery rzymskiej Samarytanie cierpieli poważne prześladowania jedynie za cesarza Kommodusa. Kwitły liczne kolonie samarytańskie, z których największe istniały w Damaszku, Kairze i Gazie. Kolonie te przestały istnieć dopiero pod koniec XVI wieku (część badaczy twierdzi, opierając się na zapiskach karaimskich, że upadek kolonii egipskiej miał miejsce pod koniec XVIII wieku).

#### Średniowiecze i później
W okresie chrześcijańskim pojawiły się prześladowania religijne, choć wielu Samarytan dobrowolnie przyjęło chrześcijaństwo. W pierwszej połowie IV wieku Rzym przyjął surowe prawa antysamarytańskie (znacznie bardziej represyjne niż dla Żydów). Za czasów wschodniorzymskiego cesarza Zenona pod koniec V w. Samarytanie zostali zdziesiątkowani po nieudanym powstaniu w roku 484. W roku 529 doszło do zniesienia autonomii Samarii. To wydarzenie oraz budowa kościoła na szczycie Gerazim z jednoczesnym zakazem odprawiania kultu na świętej górze Samarytan przyczyniły się do wybuchu wielkiego powstania. Trwało ono w latach 529–531, a jego przywódcą był Julianus ben Sabar. Zdławił je cesarz Justynian I Wielki, mordując większą część narodu.
W trakcie najazdu Arabów w latach 30. VII w. część Samarytan uciekła z Palestyny. Dwie największe fale emigracji miały miejsce w 634 r. (po bitwie pod Rabbath Moab) i w roku 636 (po bitwie nad rzeką Jarmuk). Uchodźcy zasilili, a być może ustanowili na nowo kolonie w Egipcie i w Syrii. Na początku IX w. na fali fanatyzmu islamskiego niszczono świątynie żydowskie i samarytańskie, lecz później sytuacja religijna znacznie się poprawiła.
Trudny okres to XIV w., gdy Palestynę podbili Mamelucy, którzy przerobili świątynie Samarytan na meczety i zmusili wielu z nich do zmiany religii albo emigracji. W tym okresie jednak ponownie rozkwita ich literatura religijna, zwłaszcza liturgiczna. Nowy najazd osmańskich Turków w roku 1516 to kolejne prześladowania. W roku 1624 zmarł ostatni kapłan z rodu syna Aarona – Eleazara/Pinchasa – kapłanami zostali potomkowie jego brata – Itamara.
Gdy w czasie wojny egipsko-tureckiej w 1832 roku wojska egipskie pod dowództwem Ibrahima Paszy zajęły tereny Palestyny, Samarytanie uzyskali niemal równy z muzułmanami status. Otrzymali również kilka nadań. Kiedy jednak władza nad tymi terenami wróciła w 1840/1 do Turcji, wprowadzono – tłumacząc to reformami Tanzimatu (a w rzeczywistości jako „karę” za zbyt dobre stosunki z Egipcjanami) – prawo głoszące, że Samarytanie są poganami. Wprowadził je ulem Nablusu, nie zważając na to, że Samarytanie od początku islamu byli uważani za „lud Księgi”. Wyznawcom dano do wyboru – nawrócenie na islam albo śmierć. Od unicestwienia uratował grupę Naczelny Rabin Jerozolimy, który reprezentował przed sułtanem całą palestyńską gminą żydowską. Na prośbę Samarytanina Jakoba esz-Szelaby’ego doręczył on ulemowi dokument, w którym potwierdzał, że Samarytanie są również „Ludem Izraela” i uznają Torę. Od tej pory wielu Samarytan jest wdzięcznych Żydom za tamten ratunek. Wydarzenie to w tradycji samarytańskiej nosi nazwę „kryzysu roku 1841”. W latach 20. XX w. liczba Samarytan spadła do 150. W czasach niepodległego Izraela byli oni i są wspierani przez rząd, a szczególnie prezydenta Icchaka Ben-Zwi oraz w nieco mniejszym stopniu przez premiera Davida Ben Guriona.
W XXI wieku kapłani samarytańscy zezwolili na śluby z żydówkami, muzułmankami i chrześcijankami pod warunkiem przejścia przez nie na samarytanizm. Liczba ślubów z naturalizowanymi kobietami sięgnęła w ciągu 10 lat kilkudziesięciu. Dzięki upowszechnieniu testów genetycznych znacznie zmniejszył się odsetek noworodków obciążonych wadami genetycznymi.

### Wersja naukowa II
Zdaniem niektórych badaczy Samarytanie jako naród i religia powstali dopiero w czasach Aleksandra Macedońskiego i wywodzą się z wyższych warstw społecznych ówczesnej Palestyny, zarówno spośród Żydów współpracujących z Grekami, jak i społeczności nieżydowskiej. Wersja ta jest jednak odrzucana przez zdecydowaną większość historyków. Jest ona również sprzeczna (a przynajmniej niepełna) z badaniami mitochondrialnego DNA Samarytan, które potwierdzają domieszkę asyryjską w ich materiale genetycznym.

### Wersja samarytańska
Według Samarytan ich nazwa oznacza w najstarszej wersji hebrajskiego – wiernych lub czcicieli, a oni sami są potomkami 10 plemion Izraela (zamieszkiwały one terytorium Samarii) – głównie pokolenia Efraima – i jako odrębna grupa istnieli już w czasach Mojżesza. Samarytanie twierdzą, iż nigdy nie stanowili z Żydami jednego narodu i nie świętowali w Jerozolimie. Wersję tę popierają muzułmańscy historycy (tzw. „kwestia Szamerim – Szomronim”), co w dość oczywisty sposób tłumaczy pojawienie się Samarytan w Koranie razem z Mojżeszem (jako jego przeciwników). Wersja ta jest zwalczana przynajmniej od XVIII wieku przez chrześcijańskich historyków, a protestanccy misjonarze posługiwali się (i często nadal to robią) podkreślaniem nieścisłości tej wersji w czasie misji w krajach muzułmańskich.

### Wersja biblijna (żydowska)
Według 2 Krl 17,24 i Ezd 4,2 król Asyrii Asarhaddon sprowadził na centralne tereny dawnego Królestwa Izraela (Państwa Północnego) osadników z Babilonii (Babilon, Kuta), Elamu lub Fenicji (Awwa) oraz Syrii (Chamat i Sefarwaim) (680 p.n.e.). Osadnicy ci czcili swoich bogów, za co Jahwe zesłał na nich plagę lwów. Wtedy poprosili króla o przysłanie im jednego z kapłanów izraelskich, uprowadzonych do niewoli, aby nauczał ich Prawa Mojżeszowego. Sprowadzony z Asyrii kapłan, zamieszkał w synkretycznej świątyni Jahwe w Betel i rozpoczął nawracanie Samarytan, którzy jednak po przyjęciu prawdziwej wiary nie przestali „na boku” czcić swoich bożków (2 Krl 17,25-41). W r. 622 p.n.e., król Judy Jozjasz zburzył świątynię w Betel, przez co Samarytanie zaczęli uczęszczać do Świątyni Jerozolimskiej (2 Krl 23, 15-20). Czynili to także (udając się już jednak do ruin Świątyni) po likwidacji Królestwa Judy (Jr 41,5) (586 p.n.e.).
Po powrocie Żydów z niewoli babilońskiej (537 p.n.e. lub 536 p.n.e.) Samarytanie chcieli pomóc im w odbudowie Świątyni, lecz ich pomoc została kategorycznie odrzucona. Od tej pory Samarytanie robili wszystko, aby utrudnić Żydom odbudowę (Ezd 4,1-24; 5,2-18). Mimo tej zawziętości, część Samarytan z pogórza efraimskiego i okolic Betel w dalszym ciągu była zwolennikami odprawiania kultu w Jerozolimie (Ne 7,32). Kiedy Ezdrasz i Nehemiasz zakazali Żydom zawierania małżeństw mieszanych, uderzyło to także w Samarytan, ponieważ tym samym zostali uznani za pogan (Ezd 9-10; Ne 13; szczególnie Ne 13,28). Ostatecznie Samarytanie zostali uznani za wyłączonych ze wspólnoty judaizmu przez namiestnika Judy Nehemiasza w roku 440 p.n.e. (Ne 2,19.20). Od tej pory zaczęli się rozglądać za innym miejscem kultu niż Świątynia Jerozolimska. Nie mogli odbudować przybytku w Betel, bo ten leżał w granicach ówczesnej Judy. Jak doniósł nam historyk żydowski Józef Flawiusz, namiestnik Samarii Sanballat I ok. r. 430 p.n.e. lub Sanballat II w r. 332 p.n.e. zbudował świątynię samarytańską na górze Garizim. Pierwszym arcykapłanem w tej świątyni został Manasses, zięć Sanballata I i syn żydowskiego arcykapłana Jojady (Ne 13,28) lub Manasses, zięć Sanballata II i syn żydowskiego arcykapłana Jaddui.

### Samarytanie w Nowym Testamencie
Samarytanie są kilkakrotnie wspominani w Nowym Testamencie (inaczej niż w późnych księgach starotestamentowych i powstającej wówczas ustnej tradycji żydowskiej), wbrew opinii ówczesnych Żydów, jako ludzie dobrzy i uczynni, a Jezus nie stroni od nich. W pewnym momencie (Ewangelia Jana 4, 1 – 42) prosi nawet samarytańską kobietę z Sychem (dzisiejszy Nablus) o wodę (rozmowy między oboma wspólnotami były niemal zakazane). Szczególnie istotna jest tu przypowieść o Miłosiernym Samarytaninie w Ewangelii Łukasza (10,25-41). W przypowieści tej Jezus zderzył miłosierne postępowanie Samarytanina z obojętnością na los pobitego Żyda ze strony żydowskiego kapłana oraz jego pomocnika – przedstawicieli bardzo szanowanych przez Żydów grup zawodowych. Dzięki tej przypowieści Samarytanin stał się w wielu językach synonimem dobroczyńcy i wszedł na trwałe do kultury masowej. Również wiele organizacji charytatywnych i fundacji chrześcijańskich nosi nazwy pochodzące od Samarytan (zob. Samarytanie (organizacja)). Mimo to pod rządami chrześcijan Samarytanie doznawali prześladowań religijnych. Ewangelia Łukasza 17, 11-19 opisuje również 10 trędowatych uzdrowionych przez Jezusa, a o dziękującym, który wrócił do Jezusa i upadł przed nim na twarz napisano: „A był to Samarytanin."

## Wierzenia

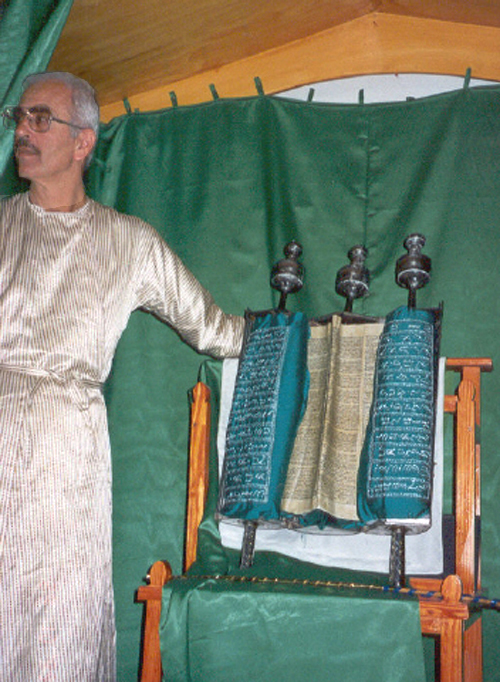
Samarytanin z samarytańską Torą

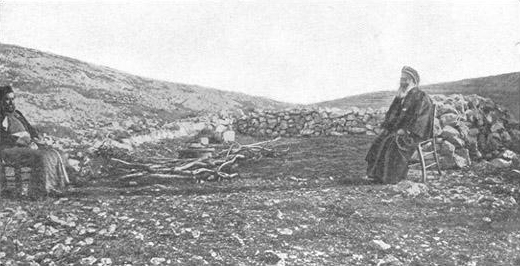
Samarytanie w trakcie przygotowań do Uczty Paschalnej na Gerazim

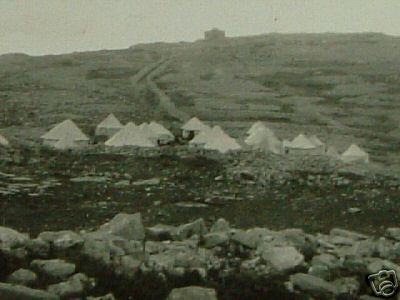
Obozowisko Samarytan w czasie Paschy; w tle sanktuarium

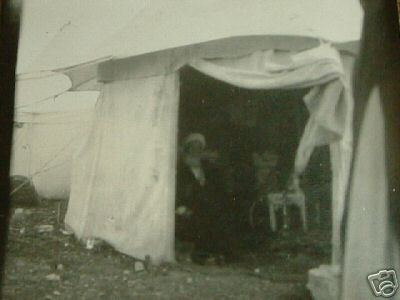
Pielgrzymka Samarytan; namioty obozowiska

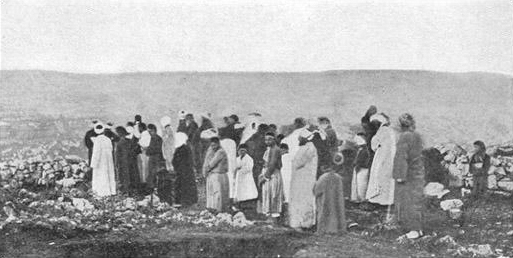
Samarytanie w trakcie modlitwy

Samarytanie mają własne prawo religijne – dużo surowsze niż żydowscy ortodoksi. Oparte jest ono w całości na Torze i uchodzi za najbardziej dyskryminujące kobiety spośród wszystkich współczesnych systemów religijnych. Dotyczy to zwłaszcza skrupulatnego przestrzegania czasu (a także zakresu) rytualnej nieczystości kobiety po menstruacji i porodzie oraz sposobów rytualnego oczyszczenia. Charakterystyczny jest brak prawa ustnego i religijnych ustnych podań, co odróżnia ich od Żydów. Grupie przewodzi dziedziczny kapłan (rezydujący na Gerazim) z linii Aarona, choć Żydzi twierdzą, że z rodu pewnego kapłana z domu Sadoka wypędzonego z Jerozolimy za czasów Ezdrasza. Według Samarytan obie linie kapłańskie (samarytańska i żydowska) oddzieliły się od siebie na początku XI w. p.n.e., a ich linia miała być główną. Od 1624 r. stosowana jest zasada starszeństwa w rodzinie kapłańskiej przy obsadzaniu stanowiska. Kapłan ten odprawia ceremonię na Górze Gerazim z okazji każdego większego święta. Poza Wielkim Kapłanem jest jeszcze kilku kapłanów, jednak ich pozycja we wspólnocie jest znacznie niższa. Nie występuje (inaczej niż u Żydów) grupa osób świeckich, gdyż wszyscy Samarytanie zobowiązani są do pełnienia funkcji religijnych („kapłańskich”).
Góra ta (określana jako błogosławiona – Tura berikha lub dobra – Tura Taba) jest uważana za jedyne, dane przez Boga (nazywanego zwykle Szema) święte miejsce – tam zjeżdża się cała wspólnota. Szczególnie uroczyście obchodzona jest Pascha, która odbywa się według starych zwyczajów – łącznie z całopaleniem owcy w specjalnym piecu na Gerazim. Owca ta jest wybierana i obserwowana przez 14 dni przed Paschą zgodnie z zaleceniem z Księgi Wyjścia 12,6. Dni te noszą hebrajską nazwę arba asar yumi amnasmaret. Osoba przewodząca modłom w trakcie świąt zwana jest Hazzan. Może nim być zarówno kapłan, jak i inny mężczyzna pochodzący ze starszyzny. Jedynym prorokiem samarytanizmu jest Mojżesz – uznawany ponadto (odmiennie niż w judaizmie) za postać nadnaturalną. Mają własny zestaw Dziesięciu Przykazań, X przykazanie mówi, iż świętym miejscem jest Gerazim. Dopuszczalne są tylko małżeństwa z innymi Samarytanami, a w ostatnim czasie z możliwości konwersji i małżeństwa z Samarytaninem skorzystało kilkanaście Żydówek głównie z Izraela i byłego ZSRR. Kobiety te po konwersji (która formalnie nie jest odejściem od judaizmu, a jedynie przyjęciem samarytańskich zasad i obyczajów religijnych) zostały usunięte ze wspólnoty żydowskiej. Samarytanie ubierają się na świąteczne okazje zawsze w charakterystyczny sposób – na biało z wysokimi czerwonymi nakryciami głowy. Najbardziej szanowanym członkom społeczności przysługuje zielony, niebieski oraz purpurowo-brązowy ubiór.
Samarytanie wierzą, iż żyją w czasach ostatecznych i czekają na Mesjasza, którego zwą Taheb (lub Thaeb), a który wkrótce nadejdzie (być może urodzi się w ich rodzinie kapłańskiej i będzie żył 110 lat) i będzie sprawiedliwie panował nad światem z Gerazim. Wszyscy ludzie nawrócą się na samarytanizm. Ma to się stać około 6000 lat po stworzeniu świata – najpóźniej za trzy wieki. W dawnych czasach istniały wśród Samarytan różne ruchy religijne – obecnie pozostała tylko jedna gałąź samarytanizmu. Samarytanie dzielą historię ludzkości na dwa okresy:
1. Rhuta – („Czas Boskiej Przychylności”), okres szczęśliwości i błogosławieństwa Boga dla ludzi i Izraela, trwający od stworzenia świata (co miało nastąpić według większości podań w dniu zwanym Yom, hebr. Dzień) w roku 4439 p.n.e.
2. Fanuta (Pnutha, Pnuta lub Fnuta) – tzw. „Odwrócenie się”, okres po zniknięciu Arki przymierza, gdy „Bóg odwrócił swą świętą twarz od świata i Izraela”; będzie on trwał aż do przyjścia Taheba.

Często spotyka się wśród Samarytan pogląd, że ich religia zawiera się w czterech podstawowych zasadach wiary:
1. Jest jeden Bóg Izraela.
2. Jest jeden prorok – Mojżesz.
3. Jest jedna święta księga – Tora.
4. Jest jedno święte miejsce – Gerazim.

Czasem dodają do powyższego lub uznają za kolejny punkt powstałą prawdopodobnie w III wieku zasadę:
- - Nadejdzie Dzień Sądu, gdy Taheb (syn Józefa, prorok podobny do Mojżesza-Mesjasza) objawi się, nastanie „Drugie Królestwo” i zmartwychwstanie.

### Literatura religijna
Jedyna święta księga Samarytan – Pięcioksiąg samarytański (podobny do żydowskiej Tory, którego najstarszym zachowanym manuskryptem jest Zwój Abiszy) jest spisana w języku samarytańskim hebrajskim w alfabecie samarytańskim. Jego najstarsza wersja ma mieć podobno znacznie ponad 3000 lat i została spisana 12 lat po zawładnięciu ziemią Kanaan przez Żydów. W liturgii Samarytanie używają sporadycznie również języka samarytańskiego aramejskiego oraz hebrajskiego standardowego i arabskiego (te dwa ostatnie nie są uznawane za „języki święte”). Najbardziej wyraźne różnice w wymowie samarytańskiej i hebrajskiej dotyczą imion i określeń Boga. Za jednego z głównych twórców liturgii samarytańskiej uznawany jest żyjący na przełomie III i IV wieku rabin Baba Rabba.
Inne księgi religijne to:
- Memar Markah (Nauka Markaha), zawierający liturgię, prawo oraz wywody teologiczne
- Defter (lub Daftar), rodzaj obszernego modlitewnika tworzony od IV wieku, być może nawet do XIV w.
- Al-Asatir, stworzony w języku aramejskim na przełomie XI i XII wieku zbiór opowiadań o życiu Mojżesza (niewielka część mówi także o okresie od stworzenia świata do czasów Mojżesza); natura tego dzieła zbliżona jest do żydowskich pseudoepigrafów i apokryfów Starego Testamentu
- Samarytańska Księga Jozuego, spisany po arabsku zbiór legend opartych na Biblii, a krążących podobno we wspólnocie przynajmniej od IV wieku, opisuje ona czasy od przybycia do Kanaanu do rządów Aleksandra Wielkiego
- Komentarze Biblijne, komentarze do Tory – niemające jednak tak dużego znaczenia jak Talmud dla żydów
  - Sarh am baqquti
- Kroniki, zaliczane też do literatury świeckiej, spisane w Średniowieczu, a zawierające genealogie i narrację historyczną
  - Kronika Adler
  - Kitab al-Baladi , dwujęzyczna kronika hebrajsko- arabska
  - Kitab at-Ta’rikh, arabskojęzyczna kronika spisana w XII wieku przez Abu Al Fataha
- Mimar Hasama, zbiór radosnych hymnów o tematyce religijnej używany w trakcie niektórych świąt (zwykle mniej ważnych- ludowych), lecz najczęściej w trakcie dość złożonej ceremonii ślubnej (Samarytanie mają też kilka różnych form małżeństwa)
- Kitab Masa’il al-Hilaf, spisany po arabsku zbiór różnic doktrynalnych między samarytanizmem i judaizmem.
- Kitab at-Tabbah, księga dotycząca samarytańskiej halachy oraz interpretacji kilku rozdziałów i wersów Tory, spisana w XI wieku przez Abu Al Hassana (Ab-Hisdę)
- Ascalon, zbiór manuskryptów w języku samarytańskim aramejskim spisany w miejscu zwanym Gerar
- Księga Hymnów (Sifr Siran), zestaw hymnów używanych w trakcie ofiary całopalnej
- Księga Rytuałów (arab. Kitab al-Tuqusat)
- Księga Dziedzictwa (arab. Kitab al-Mirat, zwana też Księgą Suksesji)
- Księga Nauk (arab. Kitab al-Madaris)
- Księga Powrotu/Księga Życia Po Śmierci (arab. Kitab al-Ma’ad), zbiór samarytańskich podań eschatologicznych
- Księga Podróży (aram. Sayr al-qalb, zwana też Drogą Serca), księga opisująca drogę prowadzącą do poznania Boga
- Kitab al-Fara’id, tzw. Księga Przykazań
- Kitab fi Suruh al-'asr kalimat, komentarze na temat Dziesięciu Przykazań

Ponadto Samarytanie wierzą, iż kilka lub nawet kilkanaście ksiąg religijnych zaginęło, a o ich istnieniu wnioskują ze wzmianek z innych (istniejących do dziś) ksiąg. Najbardziej znane z nich to:
- Sefer h’wtwt (hebr. Księga Znaków) – mityczna księga którą zgodnie z Al-Asatir miał otrzymać pierwszy człowiek- Adam
- Sefer ngmwt (aram. Księga Gwiazd) – księga opowiadająca o gwiazdach, Księżycu i kalendarzu
- Sefer malahmot (aram. Księga Wojen) – księga opisująca wojny z okresów sprzed, w trakcie i po stworzeniu świata
- Sefer Mekhirat Tsirim

### Święta Samarytan

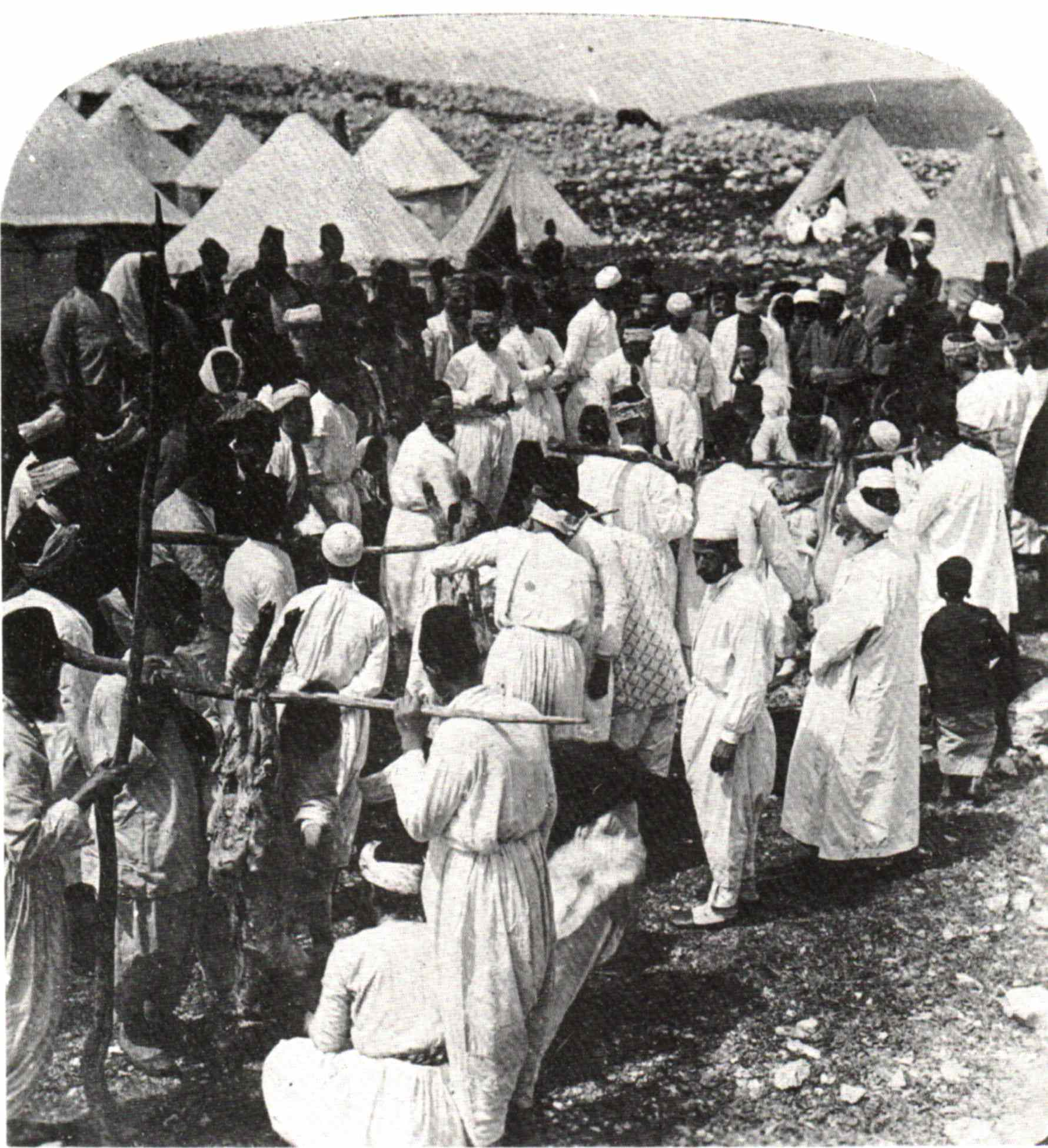
Pascha na Gerazim (1900 r.)

Samarytanie obchodzą każdego roku 7 głównych świąt:
1. Pascha – najważniejsze święto w roku, w połowie nisana, w dniu rozpoczęcia Paschy pod koniec 14 dnia miesiąca (w dniu zwanym po hebrajsku: Yom zeba afsa) odbywa się ofiara paschalna
2. Massot – na zakończenie Paschy
3. Szawuot – 50 dni po pierwszym szabacie Paschy
4. Rosz ha-Szana – Nowy Rok – pierwszego dnia nisana
5. Jom Kipur – dziesiątego dnia (siódmego) miesiąca tiszri
6. Sukkot – piętnastego dnia tiszri
7. Simchat Tora – ósmego dnia Sukkot

Warto zauważyć, że daty niemal wszystkich świąt pokrywają się z tymi u Żydów. Jedynym wyjątkiem jest Rosz ha-Szana, które Żydzi obchodzą 1 tiszrei. Uwarunkowane jest to różnicami w Torach obu religii (prawdopodobnie w wersji judaistycznej data została przeniesiona w czasie niewoli babilońskiej z powodu innych warunków klimatycznych).
Samarytanie 3 razy do roku pielgrzymują na Gerazim – w czasie świąt Massot, Szawuot i Sukkot. Te trzy pielgrzymki nazywane są po arabsku Haggim. Odbywają się wtedy uroczyste festiwale religijne, które w ostatnich latach stały się dużą atrakcją turystyczną (zwykle turystów jest kilka razy więcej niż świętujących). W trakcie tych pielgrzymek spotyka się cała wspólnota. Są one pamiątką „wyjścia z Egiptu” i czterdziestoletniej wędrówki do Ziemi Obiecanej.
Zobacz też: święta żydowskie.

### Szabaty
Samarytanie podobnie jak żydzi czczą szabat (sobotę) jako dzień święty. Jest on pamiątką odpoczynku Boga po sześciu dniach stwarzania świata i w czasie jego trwania nie można wykonywać żadnych prac. Kilka szabatów w roku (głównie tych związanych z Paschą i wyjściem z Egiptu) ma specjalne znaczenie dla Samarytan oraz własne nazwy:
- Szabat Kapłana – ostatni szabat przed Paschą
- Szabat Uczty Paschalnej – szabat w trakcie Paschy
- Szabat Morza (ayyam) – pierwszy szabat po Passze, obchodzony jako pamiątka pierwszego postoju po ucieczce z Egiptu
- Szabat Goryczy (mirra) – drugi szabat po Passze, obchodzony jako pamiątka drugiego postoju po ucieczce z Egiptu
- Szabat Elim (ilem) – trzeci szabat po Passze, obchodzony jako pamiątka trzeciego postoju po ucieczce z Egiptu
- Szabat Mana (man) – czwarty szabat po Passze, obchodzony jako pamiątka czwartego postoju po ucieczce z Egiptu
- Szabat Skały (assila lub assor) – piąty szabat po Passze, obchodzony jako pamiątka piątego postoju po ucieczce z Egiptu
- Szabat Wojny Amalekickiej (Sabbat amaleq) – szósty szabat po Passze, obchodzony jako pamiątka szóstego postoju po ucieczce z Egiptu
- Szabat Przykazań – (Sabbat addebarrem) – szabat przed Zielonymi Świątkami, obchodzony jako pamiątka siódmego postoju po ucieczce z Egiptu
- Szabat Simmotu Sukkot – szabat rozpoczynający sukkot, obchodzony jako pamiątka simmotu (spotkania) Mojżesza, Aarona i Eleazara na górze Hor
- Szabat Simmotu Paschy – trzeci szabat miesiąca szwat upamiętniający simmot (spotkanie) słońca z księżycem oraz pierwsze po 60 latach spotkanie Mojżesza z Aaronem
- Szabat Dziesięciu Dni Pokuty (Sabbat asarat yumi asseliyyot) – szabat w trakcie Jamim Noraim
- Powszechny Szabat (Sabbat askinta) – szabat między Jom Kipur i Sukkot
- Szabat Sukkot – (Sabbat muwwed 'ag assakkot) – szabat w trakcie Sukkot
- Szabaty Cudów – (Sabbetot ammufatem) – dziesięć szabatów (po cztery 11 i 12 miesiąca oraz 2 pierwsze pierwszego miesiąca kalendarza żydowskiego), obchodzone jako pamiątka dziesięciu plag egipskich

## Samarytanie dzisiaj

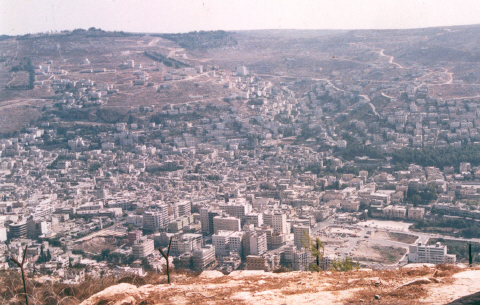
Widok z Gerazim na Nablus

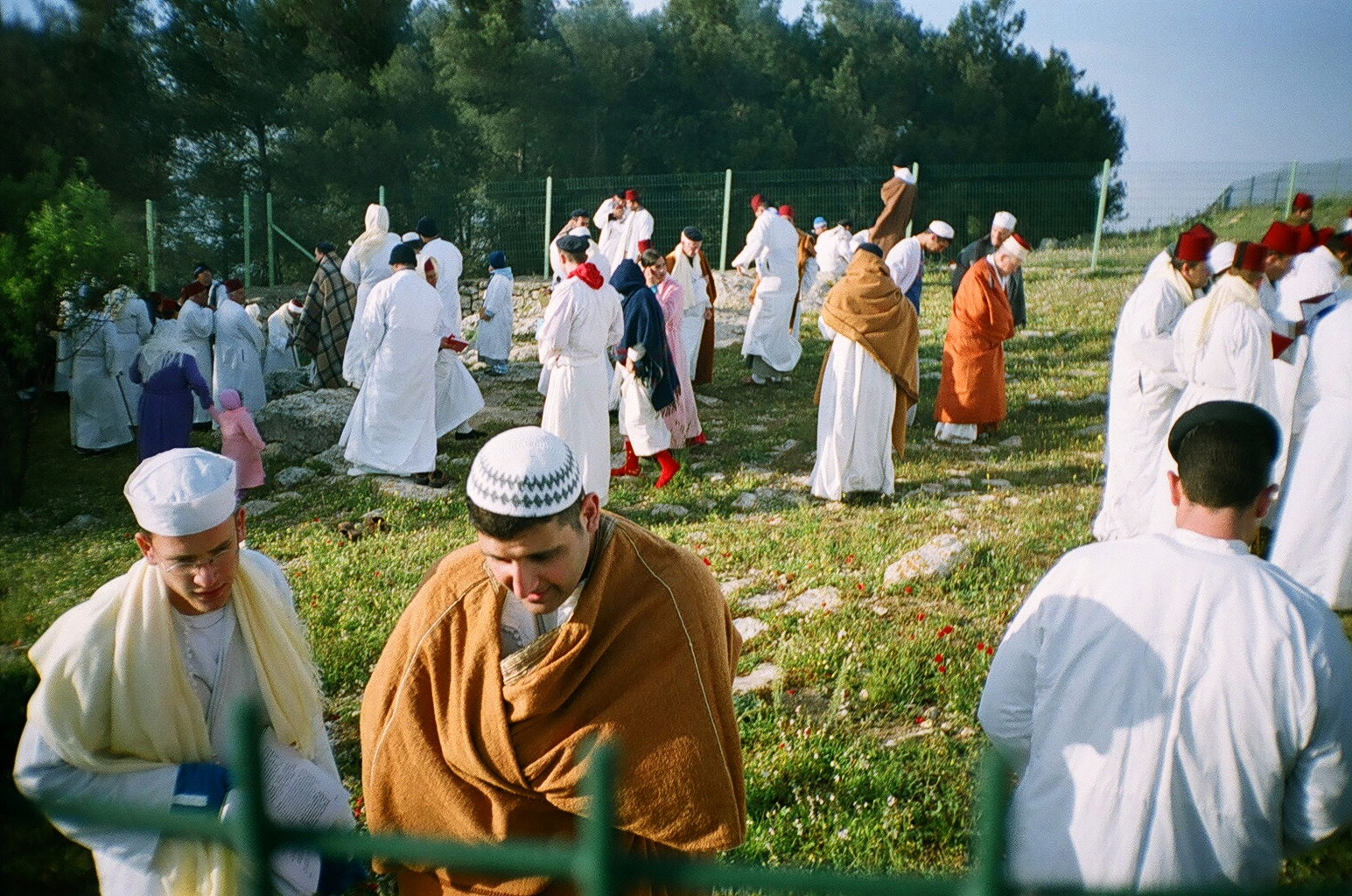
Samarytanie na Gerizim (2006)

Kiedyś Samarytanie byli grupą dość liczną (ponad milionową), obecnie żyją 654 osoby (2003) z czego 346 w Izraelu – w osiedlu Holon (w pobliżu Tel Awiwu, w okolicy zwanej Neveh Marqeh) i 308 w Palestynie – w osiedlu Kiryat Luza (Neve-Kedem) w pobliżu góry Gerazim (na południe od Nablusu). Większość społeczności posługuje się językiem arabskim. Część mieszkająca w Izraelu mówi również po hebrajsku i określana jest z hebrajska Sekhunat Hashomronim.
W 2004 r. kapłanem został Elazar ben Tsedaka, zastąpił on Shaloma ben Amrama, który był deputowanym Autonomii Palestyńskiej oraz współpracownikiem i protegowanym Jasera Arafata (Arafat bardzo silnie agitował za jego wyborem w okręgu nabluskim). Wielu Palestyńczyków krytykowało ben Amrama za kierowanie się jedynie wolą prezydenta w trakcie głosowań w parlamencie.
Palestyńscy Samarytanie przyjęli żydowskie paszporty, ale mają również dowody palestyńskie. Rząd Autonomii oraz wszystkie partie polityczne (również islamscy fundamentaliści) uważają ich za „Palestyńskich Żydów”, co daje im pełne prawa polityczne i obywatelskie w Palestynie w odróżnieniu od większości Żydów, którzy osiedlili się na tych terenach w ostatnim wieku. Część Palestyńczyków uważa ich jednak za zdrajców, gdyż przenieśli się w 1954 z Nablusu do specjalnie dla nich wybudowanego (na wniosek Icchaka Ben-Zwi) przez Izrael osiedla – Kiryat Luza. Wiadomo również, że w razie izraelskich akcji wojskowych w okolicach Nablusu, żołnierze mają rozkaz nie wyrządzać Samarytanom jakichkolwiek szkód.
Obie grupy Samarytan – palestyńska i izraelska – aktywnie uczestniczą w życiu politycznym swoich krajów, choć w grupie palestyńskiej widać wyraźny lęk przed rosnącym fundamentalizmem islamskim i obawę przed wycofaniem wojsk izraelskich. W ostatnich latach Samarytanie starali się pokazać Arabom, że są lojalnymi Palestyńczykami bojkotując (na prośbę OWP) w czasie pierwszej intifady izraelskie urzędy, w których pracowali. Domy czterech Samarytan, którzy pozostali w pracy zostały spalone jesienią 1989 roku przez arabskich demonstrantów. Od działań tych szybko odżegnał się Jaser Arafat, który przez radio z Bagdadu zakazał ataków na nich i zapowiedział rekompensaty. Po pewnym czasie pojawił się także w okolicy Kiryat Luza, gdzie spotkał się z przywódcami wspólnoty.
Ostatni duży konflikt z Arabami ciągnie się od kilku lat z powodu wybudowania przez Autonomię olbrzymiej anteny satelitarnej na Gerazim, która utrudnia celebrowanie świąt. Problem jest wciąż nierozwiązany, a w 2001 pojawił się kolejny – Izrael umieścił baterię artylerii na górze.
We współczesnym Izraelu Samarytanie podlegają w kwestiach cywilnoprawnych zmodyfikowanemu prawu żydowskiemu, nie przysługują im jednak wszystkie prawa Żydów –, tzn. Prawo Powrotu (choć jest to wyłącznie teoretyczna kwestia). Sprawami dotyczącymi ich wspólnoty w pierwszych latach istnienia państwa zajmował się Departament Muzułmański w Ministerstwie Religii, ale pod wpływem protestów stworzono po kilku latach odrębny departament dla karaimów i Samarytan. Gdy w 1997 roku rząd pod wpływem partii religijnych usiłował przywrócić poprzedni stan, Samarytanie zaskarżyli wprowadzany właśnie dekret do Sądu Najwyższego Izraela, który wydał korzystny dla nich werdykt.
W grupie z Kiryat Luza istnieje ruch pragnący stworzyć całkowicie samowystarczalne osiedle na Gerazim. Obecnie Samarytanie zajmują się głównie handlem – przewożą towary między Izraelem a Autonomią, co ułatwiają im specjalne przepustki i izraelskie paszporty. Wspólnota boryka się z jednym z najwyższych na świecie odsetkiem wad genetycznych, co wywołane jest zawieraniem od 2400 lat małżeństw wyłącznie wewnątrz niewielkiej wspólnoty. Zapobieganiu tym chorobom służy specjalne prawo małżeńskie, które nakazuje każdej samarytańskiej młodej parze otrzymanie zgody genetyka ze Szpitala Tel HaShomer przed rozpoczęciem pierwszego etapu procedury ślubnej – propozycji (hebr. Kidduszin). Religia i tradycja nakazują spisanie specjalnego kontraktu (hebr. ketuba) przed zawarciem małżeństwa i podpisanie go przez narzeczonych. Rozwód następuje wraz z wręczeniem przez męża żonie listu (dokumentu) rozwodowego (hebr. Sefer krytet).

## Demografia
Liczba Samarytan w historii:
- IV wiek – 1 200 000
- 529 – 200 000
- XII wiek – 2000
- XVI wiek – 200
- XVII wiek – 140
- XVIII wiek – 150
- XIX wiek – 150
- 1908 – 155
- 1917 – 146
- 1920 – 150
- 2003 – 654
- 1 listopada 2007 – 712
- 1 stycznia 2011 – 745[7]
- 1 stycznia 2012 – 751
- 1 stycznia 2013 – 756
- 1 stycznia 2015 – 777
- 1 stycznia 2016 – 785
- 1 stycznia 2017 – 796
- 2018 – 810
- 2019 – 820 (stan na 29 czerwca)[1]

## Podział według płci i miejsca zamieszkania (2012–2013)
Dane przytoczone za Institute of Samaritan Studies:
kobiety/mężczyźni: Kiriat Luza – Holon
- 1 stycznia 2012: 355 – 396 – 353 – 398
- 1 stycznia 2013: 357 – 399 – 357 – 399

## Rodziny/Domy samarytańskie (stan na 2003 r.)
| Rodzina/Dom           | Holon | Kiryat Luza | Łącznie |
| --------------------- | ----- | ----------- | ------- |
| Dom Kapłański         | 49    | 137         | 186     |
| Tsedaka Hatsafari     | 128   | 11          | 139     |
| Altif Danfi           | 15    | 118         | 133     |
| Marchiv Marchivi      | 54    | 23          | 77      |
| Sassoni-Sirrawi Danfi | 58    | 19          | 77      |
| Yehoshua Marchivi     | 40    | 0           | 40      |
| Meshallema Danfi      | 1     | 0           | 1       |
| Shalabi Danfi         | 1     | 0           | 1       |
| Łącznie               | 346   | 308         | 654     |

W XX wieku zakończyły się męskie linie rodowe w trzech rodzinach. Dwie są obecnie na wymarciu.

## Lista ostatnich Wielkich Kapłanów
Ród Eleazara:
- 1613–1624 Shelemiah ben Pinhas

Ród Itamara:

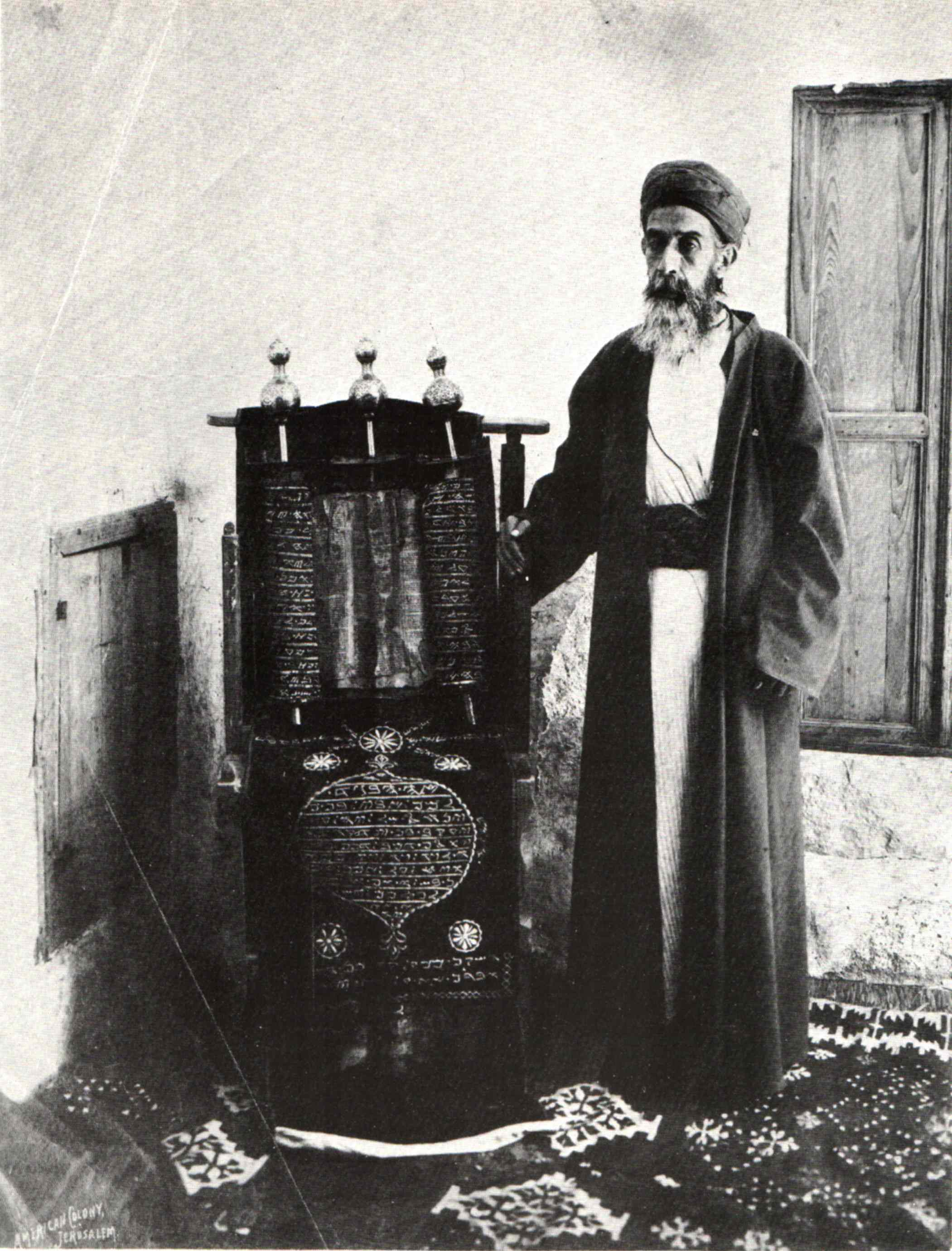
Wielki Kapłan Yaacov ben Aaharon ben Shalma (1900 r.)

- 1624–1650 Tsedaka ben Tabia Ha’abta’ai
- 1650–1694 Yitzhaq ben Tsedaka
- 1694–1732 Abraham ben Yitzhaq
- 1732–1752 Tabia ben Yiszhaq ben Avraham
- 1752–1787 Levi ben Avraham
- 1787–1855 Shalma ben Tabia
- 1855–1874 Amram ben Shalma
- 1874–1916 Yaacov ben Aaharon ben Shalma
- 1916–1932 Yitzhaq ben Amram ben Shalma ben Tabia
- 1933–1943 Matzliach ben Phinhas ben Yitzhaq ben Shalma
- 1943–1961 Abrisha ben Phinhas ben Yittzhaq ben Shalma
- 1961–1980 Amram ben Yitzhaq ben Amram ben Shalma
- 1980–1982 Asher ben Matzliach ben Phinhas
- 1982–1984 Phinhas ben Matzliach ben Phinhas
- 1984–1987 Yaacov ben Ezzi ben Yaacov ben Aaharon
- 1987–1998 Yosseph ben Ab-Hisda ben Yaacov ben Aaharon
- 1998–2001 Levi ben Abisha ben Phinhas ben Yitzhaq (podał się do dymisji)
- 2001–2004 Shalom ben Amram ben Yitzhaq (Saum Is’haq al-Samiri)
- 2004–2010 Eleazar ben Tsedaka
- 2010–19.04.2013 Aharon ben Ab-Chisda ben Yaacob (jest 132. Wielkim Kapłanem od czasów Aarona)[9]
- 2013– Aabed-El ben Asher[10]

## Galeria rycin

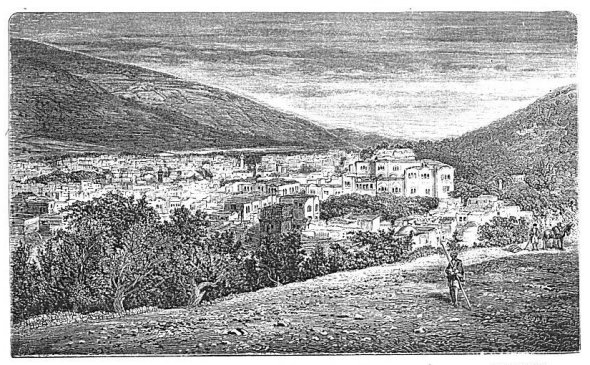
Góra Ebal, Sychem, Gerazim
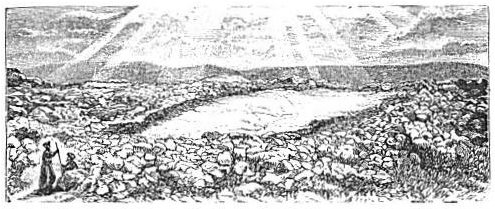
Święta Skała – ołtarz samarytański
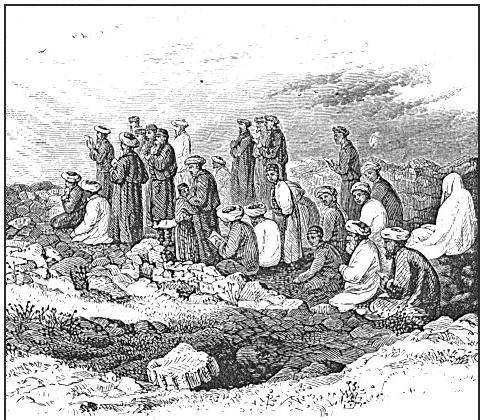
Samarytanie modlący się na Gerazim
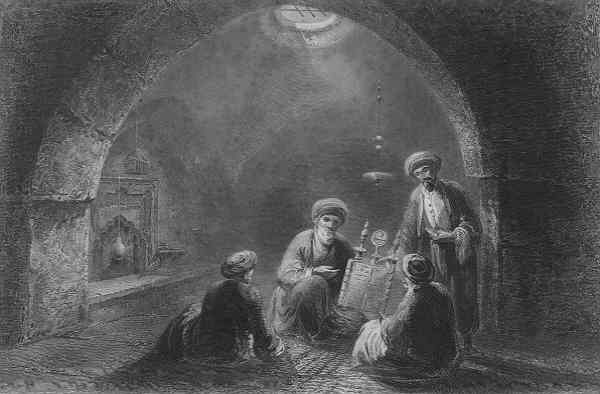
Nauka samarytańskiej Tory